# Gran Cine Royalty
El Gran Cine Royalty fue un antiguo cine que se encuentra ubicado en la plaza Rey Jaume I número 3 de Gandía (Valencia), España. Se trata de un edificio que data del año 1920.

## Edificio
Fue ejecutado en un estilo modernista valenciano tardío y con influencias del neomudéjar. Fue construido a instancias del político y comerciante de naranjas Josep Román Martí. En el conjunto de la edificación destacan tres grandes paneles de cerámica a color con los escudos de la Comunidad Valenciana y Gandia y con el propio nombre del establecimiento. Fueron realizados por el artista cerámico de Ondara (Alicante) Lluís Brú. Dichos paneles cerámicos están catalogados cómo Bien de Relevancia Local.
El cine fue inaugurado el 6 de mayo de 1920. Consta de planta baja, entresuelo y dos alturas. Se conserva la fachada original en el extremo izquierdo del edificio, en donde destaca un arco de gran altura, y en la segunda altura y en el cerramiento del edificio, en donde se hallan los paneles cerámicos. 
Entre los elementos del edificio que desaparecieron se encontraban cuatro arcos de inspiración neomudéjar que servían de entrada al recinto. La planta baja está ocupada actualmente por diversos comercios. A partir de la posguerra la denominación del establecimiento cambió a "Gran Cine Goya".